# Caribe Hilton
Le Caribe Hilton est un hôtel américain situé à San Juan, à Porto Rico. Ouvert le 9 décembre 1949, cet établissement d'Hilton Hotels & Resorts est membre des Historic Hotels of America et des Historic Hotels Worldwide depuis 2015. C'est là que selon l'hôtel lui-même fut servie la première piña colada le 15 août 1954.